# Sérgio Galdino
Sérgio Galdino, född 7 maj 1969, är en friidrottare från Brasilien. Han deltog vid olympiska sommarspelen 1992, olympiska sommarspelen 1996 och olympiska sommarspelen 2000.